# 汉阳区
汉阳区是湖北省武汉市的一个市辖区。汉阳在武汉市区西南部。东隔长江与武昌区相望，有武汉长江大桥和武汉长江三桥（白沙洲长江大桥）相连；北隔汉江与汉口对峙，有江汉桥和汉江铁路桥等多座汉江桥梁相连。区内地势低洼，有月湖、莲花湖等湖泊和龜山、凤凰山等山丘，常住总人口83.73万人，区人民政府駐琴斷口街道十里鋪芳草路1號。

## 历史
西汉时属沙羡县地。东汉末年在鲁山（今龟山）北筑却月城。三国时吴于鲁山西南筑鲁山城，为江夏郡治。隋初为汉津县，后更名为汉阳县。唐武德四年（621年 ）在凤栖山南筑汉阳城。五代周为汉阳军治，元、明、清为汉阳府治。1912年汉阳县治 。1926年汉阳城区属汉口市。1929年属武昌市。1930年仍入汉阳县，后几经变动。1949年汉阳县城区与武昌市、汉口市合置武汉市。1952年改今名。
按照中国传统的阴阳地名命名规则，汉阳本应该是指“汉水之北”。但在明朝成化年间，汉江下游部分改道，使得汉阳这个地方成了汉水之南了。不过“汉阳”一词形成较早，人们的习惯形成之后，没有人因此而改称该地为“汉阴”，而是沿用了汉阳一名。

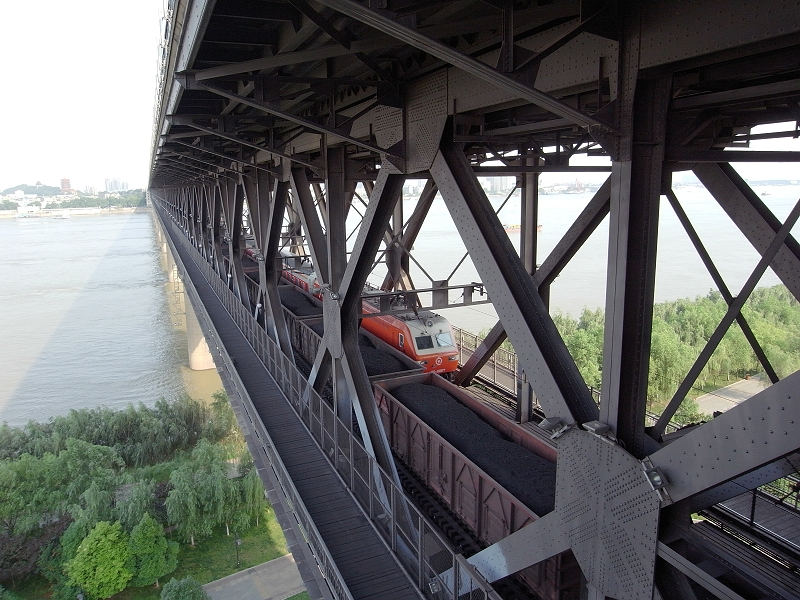
武漢長江大橋

汉阳在中国历史文化上，最初是因为钟子期和俞伯牙高山流水的知音故事而出名。汉阳境内至今还有“古琴台”、“琴断口”等地名，其中“古琴台”（或简称“琴台”）是汉阳区乃至整个武汉市的最重要的交通枢纽之一。
近代历史上，汉阳因坐落该地的汉阳铁厂和汉阳兵工厂而出名。汉阳兵工厂是清朝末年著名洋务运动领袖张之洞创办的。它生产的步枪，人称“汉阳造”，是当时中国最先进的枪械。汉阳造步枪直至中华民国时期，还在被广泛装备于各部队。
今天的汉阳，特别是沌口经济技术开发区，集中了大量的制造业企业。这些企业绝大多数都是汽车零部件或整车生产企业，它们使得该地区成为武汉市最重要的工业中心之一。

## 人口
武汉市第七次全国人口普查公报显示：汉阳常住人口为837263人，男性人口占比51.48%，女性人口占比48.52%，年龄结构中0-14岁占比13.44%，15-59岁占比67.43%，60岁以上占比19.14%，65岁以上占比12.33%。

## 行政区划
汉阳区下辖11个街道办事处：
建桥街道、晴川街道、鹦鹉街道、洲头街道、五里墩街道、琴断口街道、江汉二桥街道、永丰街道、江堤街道、四新街道和龙阳街道。

## 交通
- 京广铁路：汉阳站